# 初恋 (ゲーム)
『初恋』（はつこい）は、2002年10月25日にRUNEが発売した18禁恋愛アドベンチャーゲーム。
2005年6月30日には、PlayStation 2移植版となる『初恋 -first kiss-』がプリンセスソフトより発売された。また、アダルトアニメ化もされている。

## 登場人物
初島 稔（はつしま みのる）
声 - 島崎比呂 (OVA)
主人公。聖桜館学園に通う学生。
桜井 小桃（さくらい こもも）
声 - 大波こなみ / 幡宮かのこ (PS2) / 北都南 (OVA)
メインヒロイン。熱狂的なファンが数多くいる学園のマドンナ。
初島 杏（はつしま あんず）
声 - 春日アン / 木葉楓 (OVA)
稔の妹。そのために彼女のルートでは家族との溝ができたりする。
椎名 柚純（しいな ゆすみ）
声 - 青山ゆかり
謎の少女。当初はしゃべることができないでいた。
高鷺 花梨（たかさぎ かりん）
声 - カンザキカナリ
稔のクラスメイト。お嬢様。声をかけにくい雰囲気を持っているが、実際には対話を好み、話しやすい人物。
ココ・夏野・パルフェ（ココ なつの パルフェ）
声 - 松井みどり / 高村優里 (PS2)
聖桜館学園で留学する外国人の少女。
西村陽子（にしむら ようこ）
声 - 神崎ちひろ / 木村あやか (OVA)
サブキャラだが、小桃の派生ルートとして彼女と結ばれる話がある。
加藤 美木（かとう みき）
声 - 石野恵 (OVA)

## スタッフ
- 企画 - ゆうき夜
- 監督・原画 - 野々原幹
- シナリオ - 猫舌あち

## 主題歌
「初恋」（ゲーム OP/OVA 1卷ED）
作詞・作曲・編曲：上松範康 / 歌：佐藤裕美
「おまじない」（ゲーム ED）
作詞・作曲：上松範康 / 歌：KIRIKO
「ただいま」（OVA 2卷ED）
作詞・作曲：上松範康 / 編曲：藤間仁 /歌：佐藤裕美

## アプリ
iPhone/iPod touch向けに椎名柚純と高鷺花梨ルートを収録した『初恋 -like Citrus-』が2011年10月14日に配信開始。

## 書籍
初恋―柚純との約束　発行：ムービック　著者：祭文九印